# Micrurus dissoleucus
Espèce
Synonymes
- Elaps dissoleucus Cope, 1860
- Elaps melanogenys Cope, 1860
- Micrurus dunni Barbour, 1923
- Elaps gravenhorsti Jan, 1858

Statut de conservation UICN

 LC  : Préoccupation mineure
Micrurus dissoleucus est une espèce de serpents de la famille des Elapidae. 

## Répartition
Cette espèce se rencontre au Panamá, en Colombie et au Venezuela.

## Liste des sous-espèces
Selon The Reptile Database (25 avril 2012) :
- Micrurus dissoleucus dissoleucus (Cope, 1860)
- Micrurus dissoleucus dunni Barbour, 1923
- Micrurus dissoleucus melanogenys (Cope, 1860)
- Micrurus dissoleucus nigrirostris Schmidt, 1955

## Publications originales
- Barbour, 1923 : Notes on reptiles and amphibians from Panamá. Occasional Papers of the Museum of Zoology, University of Michigan, no 129, p. 1-16 (texte intégral).
- Cope, 1860 : Catalogue of the venomous serpents in the Museum of the Academy of Natural Sciences of Philadelphia, with notes on the families, genera and species. Proceedings of the Academy of Natural Sciences of Philadelphia, vol. 11, p. 332-347 (texte intégral).
- Schmidt, 1955 : Coral snakes of the genus Micrurus in Colombia. Fieldiana Zoology, vol. 34, no 34, p. 337-359 (texte intégral).